# Discurso de Barack Obama no 50º aniversário das marchas de Selma a Montgomery

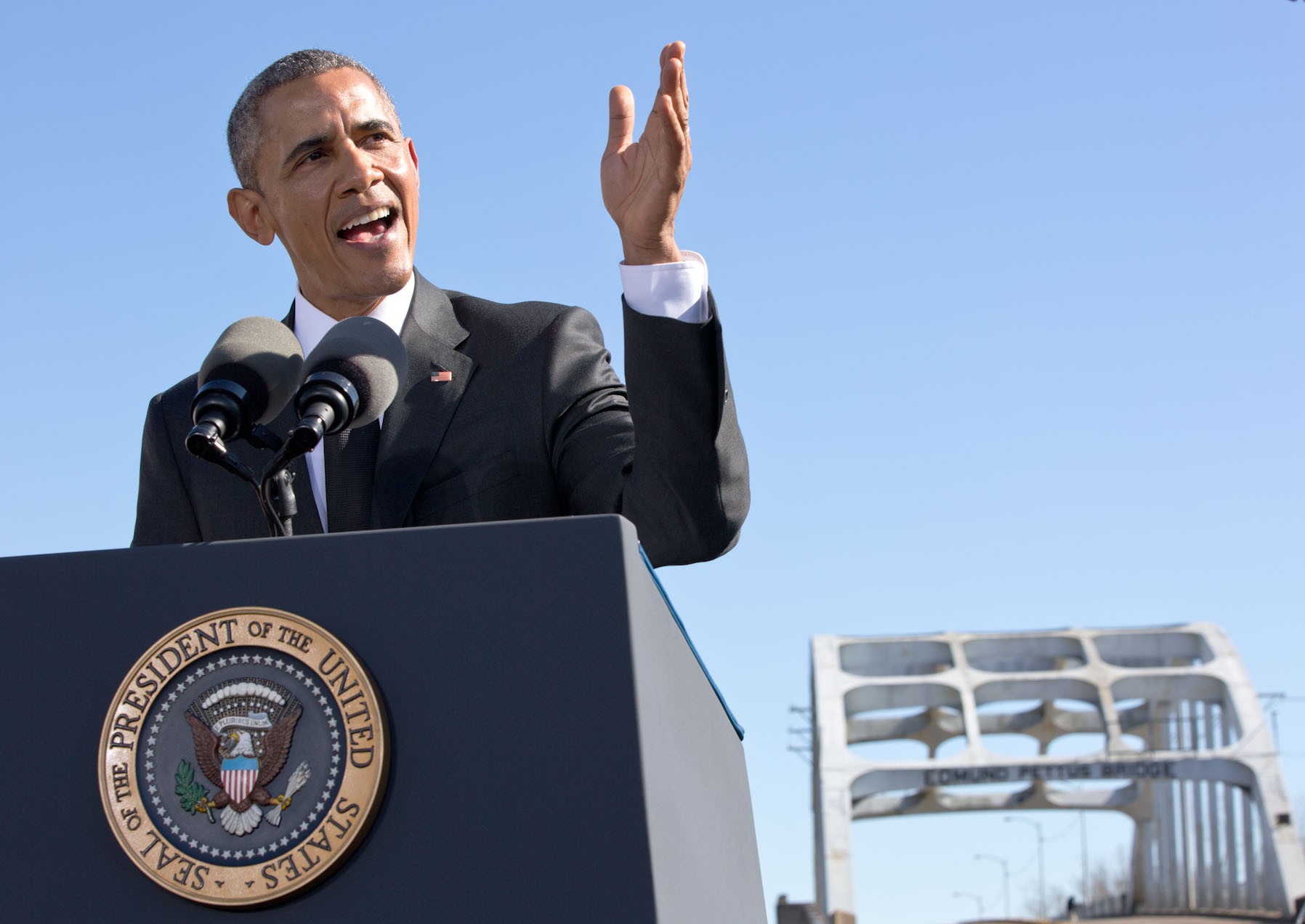
O presidente Obama discursa no 50º aniversário das marchas de Selma a Montgomery

Em 7 de março de 2015, o presidente dos Estados Unidos Barack Obama fez um discurso na ponte Edmund Pettus para marcar o 50º aniversário das marchas de Selma a Montgomery sobre o assunto das relações raciais dentro dos Estados Unidos. Entre os cerca de 40.000 presentes estavam o ex-presidente George W. Bush, a ex-primeira-dama Laura Bush e Amelia Boynton Robinson, John Lewis, Diane Nash, Bernard Lafayette e muitos outros "soldados de infantaria" que participaram da marcha em 1965.

## Escrita do discurso
O processo formal de escrita do discurso começou em 25 de fevereiro, trabalhando em estreita colaboração com o redator de discursos Cody Keenan. Em preparação, Keenan leu obras de Taylor Branch e assistiu aos discursos do deputado John Lewis. Poucos dias antes, o ex-prefeito de Nova York Rudy Giuliani fez comentários sobre se o presidente Obama amava a América, levando Keenan a sugerir que o discurso se concentrasse no patriotismo. O primeiro rascunho foi concluído em 5 de março, dois dias antes do discurso, e Obama instruiu Keenan a adicionar referências a Ralph Waldo Emerson e Walt Whitman. O discurso passou por cinco rascunhos antes de 7 de março, com Obama ainda fazendo ajustes no voo para o Alabama.

## Discurso
Após uma introdução do deputado John Lewis, que foi ferido nas marchas de Selma a Montgomery, o presidente Obama discutiu as marchas de Selma a Montgomery no contexto de eventos históricos: "Há lugares e momentos na América em que o destino desta nação foi decidido... Selma é um desses lugares". Ele falou sobre como as marchas levaram à assinatura da Lei dos direitos de voto de 1965 pelo presidente Lyndon B. Johnson, "ecoando seu apelo para que a América e o mundo ouvissem: We Shall Overcome (em português:  'Nós venceremos')".
Obama continuou a discutir a difamação daqueles que marcharam: "Sua fé foi questionada. Suas vidas foram ameaçadas. Seu patriotismo desafiado." Ele continuou a afirmar o patriotismo de tais manifestantes perguntando, "o que poderia ser mais americano do que o que aconteceu neste lugar?" Ele afirmou, "Selma não é uma exceção na experiência americana", mas é "a manifestação de um credo escrito em nossos documentos fundadores", citando o Preâmbulo da Constituição dos Estados Unidos:

Nós, o Povo...para formar uma união mais perfeita.
Consideramos estas verdades como evidentes por si mesmas: que todos os homens são criados iguais.
Obama então abordou as motivações por trás do Movimento pelos Direitos Civis, um "instinto americano que levou esses jovens homens e mulheres a pegar a tocha e cruzar esta ponte". Os eventos em Selma, argumentou Obama, desencadearam movimentos populares pelos direitos civis em outras partes do mundo:

Os jovens por trás da Cortina de Ferro veriam Selma e finalmente derrubariam aquele muro. Os jovens em Soweto ouviriam Bobby Kennedy falar sobre ondas de esperança e por fim baniriam o flagelo do apartheid. Os jovens na Birmânia foram para a prisão em vez de se submeterem ao regime militar. Eles viram o que John Lewis tinha feito.
Continuando, Obama falou sobre o impacto de campanhas como as marchas de Selma, dizendo que "a mudança que esses homens e mulheres fizeram é visível aqui hoje na presença de afro-americanos que dirigem salas de reunião, que se sentam no banco, que servem em cargos eleitos de pequenas cidades a grandes cidades; do Caucus Negro do Congresso até o Salão Oval". As ações dos ativistas significaram que "as portas da oportunidade se abriram não apenas para os negros, mas para todos os americanos".
Voltando-se para os dias atuais, Obama discutiu os eventos de Ferguson, afirmando que o relatório do Departamento de Justiça "evocou o tipo de abuso e desrespeito aos cidadãos que gerou o Movimento dos Direitos Civis". No entanto, ele "rejeitou a noção de que nada mudou", citando os avanços de jure e práticos nos direitos civis com base em raça, gênero e sexualidade. Ele também rejeitou que "Ferguson é um incidente isolado", dizendo que "a história racial desta nação ainda lança sua longa sombra sobre nós". Ele descreveu como, com "esforço, podemos garantir que nosso sistema de justiça criminal atenda a todos e não apenas a alguns" e "elevar o nível de confiança mútua em que o policiamento é construído". Ele fez referência aos assassinatos de Michael Brown, Eric Garner e Tamir Rice, dizendo que "os policiais são membros da comunidade pela qual arriscam suas vidas para proteger, e os cidadãos em Ferguson, Nova York e Cleveland, eles só querem a mesma coisa pela qual os jovens aqui marcharam há 50 anos — a proteção da lei". Ele criticou "as sentenças injustas e as prisões superlotadas" e as circunstâncias que "roubam de muitos meninos a chance de se tornarem homens e roubam da nação muitos homens que poderiam ser bons pais, bons trabalhadores e bons vizinhos".
Ele continuou a discutir a situação atual da Lei dos Direitos de Voto, como resultado do caso Condado de Shelby v. Holder (2013): "a Lei dos Direitos de Voto está enfraquecida, seu futuro sujeito a rancor político." Ele elogiou os esforços bipartidários que contribuíram para a lei, citando as renovações do projeto de lei que os presidentes Reagan e Bush assinaram. Ele apelou aos 100 membros do congresso presentes para "voltarem a Washington e reunirem mais quatrocentos e, juntos, prometerem fazer da sua missão restaurar essa lei este ano." Obama lamentou a baixa participação eleitoral, perguntando: "Como descartamos tão casualmente o direito pelo qual tantos lutaram? ... Por que estamos apontando para outra pessoa quando poderíamos reservar um tempo apenas para ir aos locais de votação?"
Ele continuou discutindo o excepcionalismo americano, citando que a América "nasceu da mudança". Ele listou indivíduos e grupos que exemplificaram o espírito de mudança inquieta e comparou o Movimento dos Direitos Civis a outras campanhas semelhantes, dizendo "Nós somos os americanos gays cujo sangue correu nas ruas de São Francisco e Nova Iorque, assim como o sangue correu por esta ponte". Ele destacou os esforços comunitários necessários para a mudança:

Selma nos mostra que a América não é o projeto de nenhuma pessoa. Porque a palavra mais poderosa em nossa democracia é a palavra "Nós". "Nós, o Povo". "Nós Superaremos". "Sim, Nós Podemos".
Obama então prestou homenagem aos ativistas cujo trabalho tornou possíveis as mudanças posteriores: "Nossos trabalhos ficaram mais fáceis porque alguém já nos ajudou a passar por aquela primeira milha". Ele citou Isaías 40:31:

Os que esperam no Senhor renovarão as suas forças. Voarão alto como águias. Correrão e não se cansarão. Andarão e não se fatigarão.
Concluindo seus comentários, Obama recorreu a outra citação de Isaías, dizendo:
Honramos aqueles que caminharam para que pudéssemos correr. Devemos correr para que nossos filhos voem alto. E não nos cansaremos. Pois acreditamos no poder de um Deus incrível e acreditamos na promessa sagrada deste país.

## Reações

### Políticos
O ex-redator de discursos de Obama, Jon Favreau, saudou o discurso como "certamente um dos melhores [de Obama]". De acordo com o principal redator de discursos de George W. Bush, Michael Gerson, o discurso "se enquadra na categoria de discursos que toda criança deveria ler na escola".

### Imprensa
O discurso foi descrito no The New York Times como:
lembrando o discurso de 2004 do Sr. Obama na Convenção Nacional Democrata; seu discurso sobre raça na Filadélfia durante as primárias democratas de 2008; e alguns de seus momentos mais apaixonados na campanha eleitoral.
O Washington Post opinou que este discurso seria o mais duradouro nos livros de história.